# Schlatt (Zurique)
Schlatt é uma comuna da Suíça, situada no distrito de Winterthur, no cantão de Zurique. Tem 9,03 km² de área e sua população em 2018 foi estimada em 769 habitantes.